# مولي بيرنت (ممثلة)
مولي بيرنت (بالإنجليزية: Molly Burnett)‏ هي منتجة أفلام وممثلة أمريكية، ولدت في 23 أبريل 1988 في ليتلتون في الولايات المتحدة.

## وصلات خارجية
- مولي بيرنت على موقع IMDb (الإنجليزية)
- مولي بيرنت على موقع قاعدة بيانات الفيلم (الإنجليزية)